# Фарина, Гвидо
Гвидо Фарина (итал. Guido Farina; 1903 — 1999) — итальянский композитор и музыкальный педагог.
Учился в Миланской консерватории, в том числе у Ильдебрандо Пиццетти, а затем на протяжении многих лет преподавал в ней, возглавляя сперва кафедру музыкальной культуры, а затем кафедру вокальной полифонии. Автор «Трактата о гармонии» (итал. Trattato d'armonia teorico-pratico; 1946, множество переизданий). Композиторское наследие Фарины включает в себя, прежде всего, хоровые сочинения, среди которых выделяется «Маленькая шестиголосная месса» (итал. La Piccola Messa a sei voci miste), а также различные обработки и переложения. Фарина также много занимался сбором хорового и вокального фольклора региона Павии и Ломбардии в целом.